# Caldera de La Garita
La Caldera de La Garita es una gran caldera volcánica situada en las montañas de San Juan, cerca de Creede (suroeste de Colorado, Estados Unidos). Recibe su nombre del pequeño municipio al este del lugar. La erupción que creó la Caldera de La Garita es la mayor erupción explosiva conocida en la historia de la Tierra.

## Origen
La Caldera de La Garita pertenece a la serie de calderas volcánicas que se formaron hace entre 40 y 25 millones de años, durante una emisión masiva de ignimbrita en Colorado, Utah y Nevada, y que registró grandes erupciones hace 28-26 millones de años, durante el Oligoceno.

## Alcance
La extensión real del área devastada por la erupción de La Garita es desconocida, aunque existen evidencias de que cubrió un porcentaje significativo del actual Estado de Colorado. Algunas investigaciones recientes sugieren que las cenizas pudieron haber alcanzado la costa Este de Norteamérica y el Caribe.

## Tamaño de la erupción
El evento volcánico de La Garita es el mayor en la historia geológica reciente. El depósito resultante, conocido como Fish Canyon Tuff, tiene un volumen aproximado de 5000 km³, equivalente a un grado 8 IEV (Índice de Explosividad Volcánica) y suficiente para llenar el lago Míchigan. En comparación, la erupción del monte Santa Helena en 1980, una de las mayores del siglo XX, liberó 1,2 km³ de material a la superficie. Según el Servicio Geológico de los Estados Unidos, la erupción de La Garita es la mayor conocida desde el período Ordovícico, hace entre 488 y 443 millones de años. Su magnitud fue tal que un informe de 2004 del Boletín de Vulcanología recomienda la adición de un escalón adicional (noveno) en la escala IEV, para calificar la erupción de la Caldera de La Garita (estimada en un 9,2). Aunque el debate científico sigue su curso, los expertos parecen estar de acuerdo en que se trata del único evento volcánico conocido de magnitud 9.
La explosión superó los 240 000 megatones de TNT, unas 5000 veces mayor que la bomba atómica más potente jamás creada (la Bomba del Zar). Fue uno de los eventos más poderosos en términos de energía liberada en la superficie de la Tierra desde el impacto que originó el cráter de Chicxulub. No obstante, este tipo de desastres suelen liberar cantidades de energía muy superiores como resultado de la velocidad del objeto que entra en colisión (se cree que el suceso que originó el citado cráter fue 400 veces mayor que la erupción de La Garita en términos de energía liberada).
| Nombre               | Localización                                    | Fecha                       | Volumen de lava | Referencias                    |
| -------------------- | ----------------------------------------------- | --------------------------- | --------------- | ------------------------------ |
| Lago Toba            | Indonesia, Sumatra                              | Hace 74 000 años            | 2800 km³        | [ 6 ] [ 7 ] [ 8 ] [ 9 ] [ 10 ] |
| Tambora              | Sumbawa, Indonesia                              | 1815                        | 160 km³         | [ 4 ]                          |
| Krakatoa             | Estrecho de la Sonda, Indonesia                 | 1883                        | 10 km³          |                                |
| Vesubio              | Italia                                          | 79                          | 4 km³           | [ 11 ]                         |
| Monte Santa Helena   | Condado de Skamania, Washington, Estados Unidos | 1980                        | 1,2 km³         | [ 4 ]                          |
| Caldera de La Garita | Colorado, Estados Unidos                        | Hace 28-26 millones de años | 5000 km³        |                                |

## Geología
La toba volcánica de Fish Canyon, compuesta de dacitas, es uniforme en su composición petrológica y forma una única unidad de enfriamiento a pesar de su enorme volumen. La dacita es una roca volcánica definida por su contenido en sílice, común en erupciones explosivas, domos de lava y flujos de lava cortos y gruesos. También hay grandes lavas intracaldera compuestas de andesita, una roca volcánica de composición intermedia entre el basalto (pobre en contenido de sílice) y dacita (mayor contenido de sílice) en la Caldera de La Garita.
La caldera en sí tiene forma oblonga, de unos 35 por 75 kilómetros. Las calderas de los supervolcanes de origen explosivo suelen ser ligeramente ovoides u oblongas. Por el volumen de lava emitida, La Garita puede ser considerada como un supervolcán, ya extinto.
La Garita es la fuente de al menos siete grandes erupciones de depósitos de tobas soldadas en un periodo de 1,5 millones de años tras la erupción que dio lugar a la toba de Fish Canyon. La caldera posee extensos afloramientos de rocas volcánicas muy inusuales, compuestos de dacita, similares a las de la toba volcánica de Fish Canyon. Probablemente, estas rocas fueron expulsadas a la superficie poco antes de la gran erupción de La Garita, hace 26,3 millones de años. Las rocas de tipo volcánico abarcan un considerable volumen de entre 200 y 300 km³.